# Фадєєв Василь Митрофанович
Василь Митрофанович Фадєєв (нар. 16 вересня 1950, Горький — пом. 24 жовтня 2013) — український спортивний функціонер. Заслужений тренер України.

## Біографічні відомості
Вихованець хокейної школи горьківського «Торпедо». В основному складі виступав два сезони, а з 1970 року — гравець київських клубів «Динамо» і «Сокіл».
У другій половині 70-х років працював дитячим тренером на ковзанці «Крижинка».
З 1980 року — адміністратор «Сокола». Деякий час був начальником команди. За час перебування Фадєєва у клубі, «Сокіл» переміг у 12 чемпіонатах України.
З 1992 року, роботу в клубі, поєднував з посадою генерального менеджера збірної України. У ті роки національна команда брала участь у дев'яти турнірах елітного дивізіону чемпіонату світу і дебютувала на зимових Олімпійських іграх у Солт-Лейк-Сіті.
Помер після тривалої хвороби 24 жовтня 2013 року. Похований на Байковому кладовищі (ділянка № 33).